# Urçay
Urçay é uma comuna francesa na região administrativa de Auvérnia-Ródano-Alpes, no departamento Allier. Estende-se por uma área de 12,25 km². Em 2010 a comuna tinha 284 habitantes (densidade: 23,2 hab./km²).